# Олёринский наслег
Олёринский наслег  или национальное юкагирское муниципальное образование «Олёринский Суктул» — национальный наслег, муниципальное образование со статусом сельского поселения (наслег) и соответствующий суктул юкагир в составе Нижнеколымского улуса Якутии.
Административный центр и единственный населённый пункт наслега (суктула) — село Андрюшкино.

## География
Большая часть территории Олёринского наслега (Олёринского Суктула) расположена за северным полярным кругом. На юге Олёринский Суктул граничит с Алазейским наслегом Среднеколымского улуса, на востоке — с Халарчинским наслегом Нижнеколымского улуса, на западе — с Аллаиховским улусом, на севере — выходит к Северному Ледовитому океану.
Большую часть территории Олёринского наслега занимает Колымская низменность, по которой протекает река Алазея. Южная часть территории суктула занята лесотундрой, северная — тундрой.
Основными природными богатствами суктула являются пушнина и рыба.

## Управление
Согласно законодательству Якутии Суктул — муниципальное образование в форме сельского поселения, в пределах которого осуществляется местное самоуправление, в местностях компактного проживания юкагиров.
Высшим должностным лицом Олёринского Суктула является аниджа (вождь), избираемый населением. Законодательным органом является Совет Суктула (Суктул Мойчэпул). Исполнительно-распорядительным органом является наслежная администрация.

## Население и хозяйство
| 2002 | 2010 | 2011 | 2012 | 2013 | 2014 | 2015 |
| ---- | ---- | ---- | ---- | ---- | ---- | ---- |
| 845  | ↘741 | ↘740 | ↘721 | ↘720 | ↗729 | ↗745 |
| 2016 | 2017 | 2018 | 2019 | 2020 | 2021 |      |
| ↗747 | ↘732 | ↘709 | ↘703 | ↘689 | ↗741 |      |

Основное население наслега составляют малые народности Севера (на 1 января 2006 года — 601 человек, в том числе юкагиры — 211 человек, эвены — 351 человек, чукчи и др.), а также якуты — 192 человека и русские — 15 человек из общей численности 808 человек. Для Олёринского суктула характерна высокая безработица и комплекс социальных проблем. Численность работающих составляла в 2006 году 278 человек, зарегистрированных безработных 31 человек, пенсионеров 165 человек.
Основными отраслями хозяйственной деятельности являются оленеводство, рыболовство и пушной промысел. На территории суктула действует юкагиро-эвенкская родовая община «Чайла» (производственный кооператив), четыре крестьянских хозяйства, а также личные подсобные хозяйства.
На территории Олёринского наслега родился юкагирский писатель и лингвист, доктор филологических наук, профессор Г. Н. Курилов.